# Hexapodibius
Genre
Hexapodibius est un genre de tardigrades de la famille des Hexapodibiidae.

## Liste des espèces
Selon Degma, Bertolani et Guidetti, 2016 :
- Hexapodibius bindae Pilato, 1982
- Hexapodibius boothi Dastych & McInnes, 1994
- Hexapodibius christenberryae Pilato & Binda, 2003
- Hexapodibius micronyx Pilato, 1969
- Hexapodibius pseudomicronyx Robotti, 1972
- Hexapodibius reginae Vargha, 1995

## Taxinomie
Ce genre a été déplacé des Calohypsibiidae aux Isohypsibiidae par Bertolani, Guidetti, Marchioro, Altiero, Rebecchi et Cesari en 2014 puis aux Hexapodibiidae par Cesari, Vecchi, Palmer, Bertolani, Pilato, Rebecchi et Guidetti  en 2016.

## Publication originale
- Pilato, 1969 : Su un interessante Tardigrado esapodo delle dunecostiere siciliane: Hexapodibius micronyx n. gen. n. sp. Bollettino delle sedute dell’Accademia Gioenia di Scienze Naturali, Catania, sér. 4, vol. 10, p. 619-622.